# 1 000 kilomètres du Nürburgring 1988
Navigation
Édition précédente Édition suivante
Les 1 000 kilomètres du Nürburgring 1988 (officiellement appelé le ADAC 1000 km Der Nürburgring), disputées le 4 septembre 1988 sur le Nürburgring, ont été la trente-troisième édition de cette épreuve et la huitième manche du Championnat du monde des voitures de sport 1989.

## Contexte avant la course
Avant le week-end de course, l'Allgemeiner Deutscher Automobil-Club (ADAC), organisateurs de l'événement, a décidé de modifier le déroulement du week-end de course ainsi que le format de la course elle-même.

Au lieu d'avoir une course continue de six heures, la course a été divisée en deux manches. La première manche s'est déroulée le samedi soir, du crépuscule à l'obscurité, et pendant trois heures ou une distance de 500 kilomètres, selon ce qui est réalisé en premier. La deuxième manche s'est ensuite disputée le dimanche après-midi sur une distance égale pour parcourir la distance totale de 1000 kilomètres. Les temps de chaque manche ont ensuite été combinés afin de déterminer un gagnant général.

Plusieurs écurie et pilotes ont protesté contre ce changement, en partie à cause de la pluie et du brouillard présents le week-end de course. Cependant, toutes les équipes ont couru.

## La course

### Classement de la course
Voici le classement officiel au terme de la course,.
- Les premiers de chaque catégorie du championnat du monde sont signalés par un fond jaune.
- Pour la colonne Pneus, il faut passer le curseur au-dessus du modèle pour connaître le manufacturier de pneumatiques.
- Les voitures ne réussissant pas à parcourir 75% de la distance du gagnant sont non classées (NC).

| Pos  | Classe | no  | Écurie                      | Pilotes                                                  | Châssis                            | Pneus | Tours | Temps                              |
| Pos  | Classe | no  | Écurie                      | Pilotes                                                  | Moteur                             | Pneus | Tours | Temps                              |
| ---- | ------ | --- | --------------------------- | -------------------------------------------------------- | ---------------------------------- | ----- | ----- | ---------------------------------- |
| 1    | C1     | 61  | Team Sauber Mercedes        | Jean-Louis Schlesser Jochen Mass                         | Sauber C9                          | M     | 200   | 5 h 53 min 00 s 600                |
| 1    | C1     | 61  | Team Sauber Mercedes        | Jean-Louis Schlesser Jochen Mass                         | Mercedes-Benz M117 5.0L V8 Turbo   | M     | 200   | 5 h 53 min 00 s 600                |
| 2    | C1     | 1   | Silk Cut Jaguar             | Martin Brundle Eddie Cheever                             | Jaguar XJR-9                       | D     | 199   | + 1 tour                           |
| 2    | C1     | 1   | Silk Cut Jaguar             | Martin Brundle Eddie Cheever                             | Jaguar 7.0L V12 Atmo               | D     | 199   | + 1 tour                           |
| 3    | C1     | 7   | Blaupunkt Joest Racing      | Paolo Barilla Bob Wollek                                 | Porsche 962C                       | G     | 196   | + 4 tours                          |
| 3    | C1     | 7   | Blaupunkt Joest Racing      | Paolo Barilla Bob Wollek                                 | Porsche Type-935 3.0L Flat-6 Turbo | G     | 196   | + 4 tours                          |
| 4    | C1     | 8   | Blaupunkt Joest Racing      | Frank Jelinski "John Winter"                             | Porsche 962C                       | G     | 194   | + 6 tours                          |
| 4    | C1     | 8   | Blaupunkt Joest Racing      | Frank Jelinski "John Winter"                             | Porsche Type-935 3.0L Flat-6 Turbo | G     | 194   | + 6 tours                          |
| 5    | C1     | 6   | Brun Motorsport             | Manuel Reuter Jesús Pareja                               | Porsche 962C                       | M     | 193   | + 7 tours                          |
| 5    | C1     | 6   | Brun Motorsport             | Manuel Reuter Jesús Pareja                               | Porsche Type-935 3.0L Flat-6 Turbo | M     | 193   | + 7 tours                          |
| 6    | C1     | 4   | Brun Motorsport             | Walter Brun Harald Huysman                               | Porsche 962C                       | M     | 192   | + 8 tours                          |
| 6    | C1     | 4   | Brun Motorsport             | Walter Brun Harald Huysman                               | Porsche Type-935 3.0L Flat-6 Turbo | M     | 192   | + 8 tours                          |
| 7    | C1     | 14  | Richard Lloyd Racing        | Martin Donnelly David Hobbs                              | Porsche 962C GTi                   | G     | 191   | + 9 tours                          |
| 7    | C1     | 14  | Richard Lloyd Racing        | Martin Donnelly David Hobbs                              | Porsche Type-935 3.0L Flat-6 Turbo | G     | 191   | + 9 tours                          |
| 8    | C1     | 2   | Silk Cut Jaguar             | Jan Lammers Johnny Dumfries                              | Jaguar XJR-9                       | D     | 186   | + 14 tours                         |
| 8    | C1     | 2   | Silk Cut Jaguar             | Jan Lammers Johnny Dumfries                              | Jaguar 7.0L V12 Atmo               | D     | 186   | + 14 tours                         |
| 9    | C1     | 40  | Swiss Team Salamin          | Antoine Salamin Giovanni Lavaggi                         | Porsche 962C                       | G     | 182   | + 18 tours                         |
| 9    | C1     | 40  | Swiss Team Salamin          | Antoine Salamin Giovanni Lavaggi                         | Porsche Type-935 3.0L Flat-6 Turbo | G     | 182   | + 18 tours                         |
| 10   | C1     | 10  | Kremer                      | Volker Weidler Bruno Giacomelli                          | Porsche 962CK6                     | Y     | 181   | + 19 tours                         |
| 10   | C1     | 10  | Kremer                      | Volker Weidler Bruno Giacomelli                          | Porsche Type-935 3.0L Flat-6 Turbo | Y     | 181   | + 19 tours                         |
| 11   | C1     | 5   | Brun Motorsport             | Uwe Schäfer Oscar Larrauri                               | Porsche 962C                       | M     | 180   | + 20 tours                         |
| 11   | C1     | 5   | Brun Motorsport             | Uwe Schäfer Oscar Larrauri                               | Porsche Type-935 3.0L Flat-6 Turbo | M     | 180   | + 20 tours                         |
| 12   | C2     | 106 | Kelmar Racing               | Pasquale Barberio Vito Veninata                          | Tiga GC288                         | A     | 176   | + 24 tours                         |
| 12   | C2     | 106 | Kelmar Racing               | Pasquale Barberio Vito Veninata                          | Ford Cosworth DFL 3.3L V8 Atmo     | A     | 176   | + 24 tours                         |
| 13   | C2     | 103 | BP Spice Engineering        | Almo Coppelli Thorkild Thyrring                          | Spice SE88C                        | G     | 175   | + 25 tours                         |
| 13   | C2     | 103 | BP Spice Engineering        | Almo Coppelli Thorkild Thyrring                          | Ford Cosworth DFL 3.3L V8 Atmo     | G     | 175   | + 25 tours                         |
| 14   | C2     | 127 | Chamberlain Engineering     | John Williams Nick Adams Richard Jones (de)              | Spice SE86C                        | A     | 173   | + 27 tours                         |
| 14   | C2     | 127 | Chamberlain Engineering     | John Williams Nick Adams Richard Jones (de)              | Hart 418T 1.8L I4 Turbo            | A     | 173   | + 27 tours                         |
| 15   | C2     | 191 | PC Automotive               | Richard Piper Olindo Iacobelli                           | Argo JM19C                         | G     | 159   | + 31 tours                         |
| 15   | C2     | 191 | PC Automotive               | Richard Piper Olindo Iacobelli                           | Ford Cosworth DFL 3.3L V8 Atmo     | G     | 159   | + 31 tours                         |
| 16   | C2     | 121 | GP Motorsport               | Wayne Taylor Costas Los                                  | Spice SE87C                        | G     | 158   | + 32 tours                         |
| 16   | C2     | 121 | GP Motorsport               | Wayne Taylor Costas Los                                  | Ford Cosworth DFL 3.3L V8 Atmo     | G     | 158   | + 32 tours                         |
| Nc.  | C2     | 198 | ADA Engineering             | John Sheldon Neil Crang                                  | Tiga GC286                         | G     | 137   | + 63 tours                         |
| Nc.  | C2     | 198 | ADA Engineering             | John Sheldon Neil Crang                                  | Ford Cosworth DFL 3.3L V8 Atmo     | G     | 137   | + 63 tours                         |
| Abd. | C2     | 109 | Kelmar Racing               | Ranieri Randaccio Maurizio Gellini                       | Tiga GC288                         | A     | 137   | Problèmes électriques              |
| Abd. | C2     | 109 | Kelmar Racing               | Ranieri Randaccio Maurizio Gellini                       | Ford Cosworth DFL 3.3L V8 Atmo     | A     | 137   | Problèmes électriques              |
| Abd. | C2     | 177 | Automobiles Louis Descartes | Gérard Tremblay Louis Descartes Dominique Lacaud         | ALD C2                             | A     | 126   | Embrayage                          |
| Abd. | C2     | 177 | Automobiles Louis Descartes | Gérard Tremblay Louis Descartes Dominique Lacaud         | BMW M80 3.5L I6 Atmo               | A     | 126   | Embrayage                          |
| Abd. | C2     | 124 | MT Sport Racing             | Pierre-François Rousselot (de) Jean Messaoudi            | Argo JM19C                         | A     | 125   | Réservoir d'essence                |
| Abd. | C2     | 124 | MT Sport Racing             | Pierre-François Rousselot (de) Jean Messaoudi            | Ford Cosworth DFL 3.3L V8 Atmo     | A     | 125   | Réservoir d'essence                |
| Abd. | C1     | 20  | Team Davey                  | Tim Lee-Davey Tom Dodd-Noble (de) Peter Oberndorfer (de) | Porsche 962C                       | D     | 110   | Accident                           |
| Abd. | C1     | 20  | Team Davey                  | Tim Lee-Davey Tom Dodd-Noble (de) Peter Oberndorfer (de) | Porsche Type-935 3.0L Flat-6 Turbo | D     | 110   | Accident                           |
| Abd. | C1     | 24  | Dollop Racing               | Paolo Giangrossi (pl) Jean-Pierre Frey                   | Lancia LC2                         | D     | 99    | Feu                                |
| Abd. | C1     | 24  | Dollop Racing               | Paolo Giangrossi (pl) Jean-Pierre Frey                   | Ferrari 308C 3.0L V8 Turbo         | D     | 99    | Feu                                |
| Abd. | C1     | 62  | Team Sauber Mercedes        | Mauro Baldi Stefan Johansson                             | Sauber C9                          | M     | 89    | Accident                           |
| Abd. | C1     | 62  | Team Sauber Mercedes        | Mauro Baldi Stefan Johansson                             | Mercedes-Benz M117 5.0L V8 Turbo   | M     | 89    | Accident                           |
| Abd. | C2     | 160 | Gebhardt Motorsport         | Hellmut Mundas Stefan Neuberger (de) Rudi Seher          | Gebhardt JC873                     | ?     | 89    | Boite de vitesses                  |
| Abd. | C2     | 160 | Gebhardt Motorsport         | Hellmut Mundas Stefan Neuberger (de) Rudi Seher          | Ford Cosworth DFL 3.3L V8 Atmo     | ?     | 89    | Boite de vitesses                  |
| Abd. | C2     | 117 | Team Lucky Strike Schanche  | « Pierre Chauvet » (de) Robin Smith (de)                 | Argo JM19C                         | G     | 86    | Accident                           |
| Abd. | C2     | 117 | Team Lucky Strike Schanche  | « Pierre Chauvet » (de) Robin Smith (de)                 | Ford Cosworth DFL 3.3L V8 Atmo     | G     | 86    | Accident                           |
| Abd. | C1     | 16  | Dauer Racing (de)           | Jochen Dauer (de) Franz Konrad                           | Porsche 962C                       | G     | 84    | Moteur                             |
| Abd. | C1     | 16  | Dauer Racing (de)           | Jochen Dauer (de) Franz Konrad                           | Porsche Type-935 3.0L Flat-6 Turbo | G     | 84    | Moteur                             |
| Abd. | C2     | 183 | Walter Maurer               | Walter Maurer (en) Helmut Gall Edgar Dören               | Maurer Lotec C87                   | ?     | 80    | Boite de vitesses                  |
| Abd. | C2     | 183 | Walter Maurer               | Walter Maurer (en) Helmut Gall Edgar Dören               | BMW 2.0L I4 Turbo                  | ?     | 80    | Boite de vitesses                  |
| Abd. | C2     | 111 | BP Spice Engineering        | Ray Bellm Gordon Spice                                   | Spice SE88C                        | G     | 75    | Moteur                             |
| Abd. | C2     | 111 | BP Spice Engineering        | Ray Bellm Gordon Spice                                   | Ford Cosworth DFL 3.3L V8 Atmo     | G     | 75    | Moteur                             |
| Abd. | C2     | 107 | Chamberlain Engineering     | Claude Ballot-Léna Jean-Louis Ricci                      | Spice SE88C                        | A     | 63    | Moteur                             |
| Abd. | C2     | 107 | Chamberlain Engineering     | Claude Ballot-Léna Jean-Louis Ricci                      | Ford Cosworth DFL 3.3L V8 Atmo     | A     | 63    | Moteur                             |
| Abd. | C2     | 151 | Pierre-Alain Lombardi       | Pierre-Alain Lombardi Bruno Sotty                        | Spice SE86C                        | A     | 36    | Moteur                             |
| Abd. | C2     | 151 | Pierre-Alain Lombardi       | Pierre-Alain Lombardi Bruno Sotty                        | Ford Cosworth DFL 3.3L V8 Atmo     | A     | 36    | Moteur                             |
| Nq.  | C2     | 182 | Pero Racing                 | Peter Fritsch Dieter Heinzelmann                         | Argo JM19                          | ?     | -     | Dieter Heinzelmann n'a pas conduit |
| Nq.  | C2     | 182 | Pero Racing                 | Peter Fritsch Dieter Heinzelmann                         | Porsche Type-935 2.8L Flat-6 Turbo | ?     | -     | Dieter Heinzelmann n'a pas conduit |

## Pole position et record du tour
- Pole position :  Mauro Baldi (#62 Team Sauber Mercedes) en 1 min 24 s 920
- Meilleur tour en course :  Jean-Louis Schlesser (#62 Team Sauber Mercedes) en 1 min 28 s 550

## À noter
- Longueur du circuit : 4,542 km
- Distance parcourue par les vainqueurs : 908,400 km